# Петреску, Джикэ
Джикэ Петреску (рум. Gică Petrescu; 2 апреля 1915 — 18 июня 2006) — румынский певец и композитор. Заслуженный артист Румынии (1964).

## Биография
Родился в Бухаресте в семье почтового служащего. Окончил бухарестскую среднюю школу «Георге Шинкай». Дебютировал в возрасте 18 лет в составе студенческого ансамбля. Первое официальное выступление состоялось на радио в 1937 году. В период с 1937 по 1939 года выступал с оркестрами Раду Гиндэ и Дину Шербэнеску в казино в карпатском городе Синая.
Гастролировал во Франции, Германии и Советском Союзе.
Является автором и исполнителем большого числа песен, том числе известных хитов Căsuţa noastră, Bucuresti, Bucureşti, Dă-i cu şpriţul pân' la ziuă, Uite-aşa aş vrea să mor.
Похоронен в Бухаресте на кладбище Беллу.